# Agel
Agel é uma comuna francesa na região administrativa de Occitânia, no departamento de Hérault. Estende-se por uma área de 12,54 km². Em 2010 a comuna tinha 246 habitantes (densidade: 19,6 hab./km²).